# Steffi Distelmans
Steffi Distelmans (* 1. Juni 1993) ist eine ehemalige belgische Tennisspielerin.

## Karriere
Distelmans, die mit sechs Jahren das Tennisspielen begann, bevorzugt Sandplätze. Sie spielte größtenteils auf dem ITF Women’s Circuit, auf dem sie einen Turniersieg im Einzel und sieben im Doppel erringen konnte.
Ihr erstes ITF-Turnier spielte sie im April 2009. Bis Juli 2012 schied sie regelmäßig in der ersten oder zweiten Runde der Qualifikation aus. Erst im Juli 2012, nachdem sie beim $25.000-Turnier in Zwevegem das Achtelfinale erreicht hatte, wurde sie erstmals in der Weltrangliste geführt. Mit den beiden Halbfinalteilnahmen bei den Turnieren in Brüssel und in Maaseik im Juli 2012 konnte sie sich im Einzel unter den Top 900 der Welt platzieren. Sie erreichte noch einmal ein Halbfinale, bevor sie im August 2014 ihren ersten Einzeltitel gewann; im Finale von Oldenzaal besiegte sie Melanie Stokke knapp mit 5:7, 6:3 und 7:65. Auch danach kam sie bei $10.000-Turnieren kaum über das Halbfinale hinaus.
In der deutschen Tennis-Bundesliga stieg Steffi Distelmans mit dem TK Blau-Weiss Aachen 2013 in die 1. Liga auf, wo sie auch 2014 und 2015 für Aachen spielte. Nach dem Abstieg trat sie mit dem Team 2016 in der 2. Liga an, wo sie mit ihrer Bilanz von 12:0 Siegen (sie gewann sämtliche Einzel und Doppel) maßgeblich zum Wiederaufstieg von Aachen beitrug. und dann auch 2017 in der ersten Liga ihr fünftes Jahr für Aachen spielte.
Das letzte Profiturnier bestritt Distelmans im Januar 2017 und wird seit September 2017 nicht mehr in den Weltranglisten geführt.

## Turniersiege

### Einzel
| Nr. | Datum           | Turnier   | Kategorie   | Belag | Finalgegnerin  | Ergebnis       |
| --- | --------------- | --------- | ----------- | ----- | -------------- | -------------- |
| 1.  | 24. August 2014 | Oldenzaal | ITF $10.000 | Sand  | Melanie Stokke | 5:7, 6:3, 7:65 |

### Doppel
| Nr. | Datum             | Turnier   | Kategorie   | Belag | Partnerin         | Finalgegnerinnen                                 | Ergebnis  |
| --- | ----------------- | --------- | ----------- | ----- | ----------------- | ------------------------------------------------ | --------- |
| 1.  | 25. November 2011 | La Marsa  | ITF $10.000 | Sand  | Desiree Bastianon | Diana Isajewa Margarita Lasarewa                 | 7:5, 6:2  |
| 2.  | 25. Juli 2014     | Maaseik   | ITF $10.000 | Sand  | Magali Kempen     | Bernice van de Velde Kelly Versteeg              | 6:4, 6:3  |
| 3.  | 12. Juni 2015     | Madrid    | ITF $10.000 | Sand  | Elyne Boeykens    | Aliona Bolsova Zadoinov Lucia Cervera Vazquez    | 6:3, 7:64 |
| 4.  | 24. Juli 2015     | Maaseik   | ITF $10.000 | Sand  | Kelly Versteeg    | Katharina Hering Lisa Matviyenko                 | 6:1, 7:64 |
| 5.  | 22. August 2015   | Oldenzaal | ITF $10.000 | Sand  | Kelly Versteeg    | Valentini Grammatikopoulou Swjatlana Piraschenka | 6:3, 7:5  |
| 6.  | 13. Februar 2016  | Antalya   | ITF $10.000 | Sand  | Daiana Negreanu   | Josephine Boualem Li Yuenu                       | 6:0, 6:2  |
| 7.  | 12. August 2016   | Koksijde  | ITF $25.000 | Sand  | Demi Schuurs      | Başak Eraydın Ilona Kremen                       | 6:1, 6:4  |